# Función de producción de Leontief

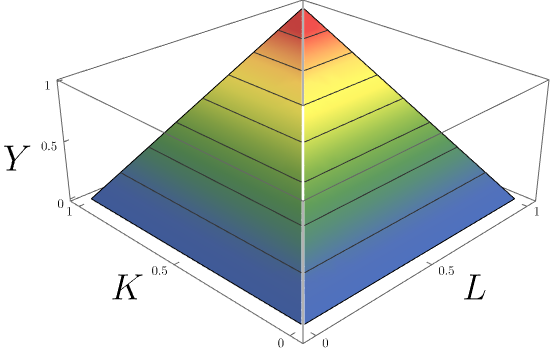
Dos entrada Leontief Función de Producción con isocuantas

En economía, la función de producción de Leontief o función de producción de proporciones fijas es una función de producción que implica que los factores de producción utilizados serán empleados en proporciones fijas tecnológicamente predeterminadas, dado que no existe sustituibilidad entre los factores. Fue nombrada por Wassily Leontief y representa un caso límite de la función de producción de elasticidad constante de sustitución.
La función es de la forma
{\displaystyle q={\text{Min}}\left({\frac {z_{1}}{a}},{\frac {z_{2}}{b}}\right)}
Donde q es la cantidad de producción, z1 y z2 son las cantidades utilizadas del input 1 e input 2 respectivamente, y a y b son constantes determinadas tecnológicamente.

## Ejemplo
Suponer que los bienes intermedios "llantas" y "volantes" son utilizados en la producción de automóviles. Entonces en la fórmula anterior que hace referencia al número de automóviles producidos, z1 al número de llantas y z2 al de volantes utilizados para la producción. Asumiendo que cada coche se produce con 4 llantas y un volante, la función de producción de Leontief es:
Número de coches = Min{1/4 del número de neumáticos, 1 vez el número de volantes}.